# Viola jizushanensis
Viola jizushanensis är en violväxtart som beskrevs av S.H.Huang. Viola jizushanensis ingår i släktet violer, och familjen violväxter. Inga underarter finns listade i Catalogue of Life.